# Thierry Mariani
Thierry Mariani (ur. 8 sierpnia 1958 w Orange) – francuski polityk i samorządowiec, parlamentarzysta, w latach 2010–2012 członek francuskiego rządu, poseł do Parlamentu Europejskiego IX i X kadencji.

## Życiorys
Kształcił się w niższym seminarium duchownym w Awinionie, później w liceum wojskowym. Ukończył następnie studia z prawa międzynarodowego w paryskim instytucie ILERI. W 1976 wstąpił do gaullistowskiego Zgromadzenia na rzecz Republiki. W 2002 z ugrupowaniem tym współtworzył Unię na rzecz Ruchu Ludowego, w 2015 przekształconą w partię Republikanie.
Od 1989 obejmował szereg funkcji w administracji lokalnej i regionalnej. Był merem Valréas (1989–2005), radnym i wiceprzewodniczącym rady departamentu Vaucluse, a także radnym regionu Prowansja-Alpy-Lazurowe Wybrzeże.
W 1993 po raz pierwszy uzyskał mandat posła do Zgromadzenia Narodowego. Z powodzeniem ubiegał się o reelekcję w kolejnych wyborach w 1997, 2002, 2007 i 2012. W ostatniej kadencji (2012–2017) reprezentował jeden z okręgów wyborczych francuskiej diaspory. W 2010 dołączył do rządu François Fillona. Początkowo był sekretarzem stanu do spraw transportu. W 2011 awansował na stanowisko ministra transportu podległego ministrowi ekologii.
W 2002 zyskał pewną międzynarodową rozpoznawalność, gdy znalazł się w gronie trzech francuskich deputowanych, który udali się do Bagdadu, próbując przekonać władze Iraku do dopuszczenia inspekcji ze strony ONZ. W późniejszym czasie publicznie opowiadał się przeciwko sankcjom na Rosję, nałożonym w związku z dokonaną przez ten kraj aneksją Krymu. Wbrew stanowisku swojego ugrupowania opowiadał się za współpracą z Frontem Narodowym, w 2018 wprost deklarując poparcie dla podpisania porozumienia obu partii. W styczniu 2019, negując linię przyjętą przez przewodniczącego Republikanów Laurenta Wauquieza, ogłosił ostatecznie swoje wystąpienie z Republikanów oraz potwierdził przyjęcie propozycji startu z listy wyborczej powstałego z przekształcenia FN Zjednoczenia Narodowego w wyborach do Europarlamentu w maju 2019. W wyniku tego głosowania uzyskał mandat eurodeputowanego IX kadencji.
W 2021 bezskutecznie ubiegał się o prezydenturę regionu Prowansja-Alpy-Lazurowe Wybrzeże, został wówczas wybrany do rady regionalnej. W 2024 z powodzeniem kandydował w kolejnych wyborach europejskich.